# Palanda
Palanda ist eine Ortschaft und eine Parroquia urbana („städtisches Kirchspiel“) im gleichnamigen Kanton der ecuadorianischen Provinz Zamora Chinchipe. Die Parroquia besitzt eine Fläche von 501,7 km². Die Einwohnerzahl lag im Jahr 2010 bei 3701. Davon lebten 1999 Einwohner im urbanen Bereich von Palanda. Am 15. Dezember 1920 wurde die Parroquia rural Palanda als Teil des Kantons Chinchipe gegründet. Am 2. Dezember 1997 wurde der Kanton Palanda gegründet und Palanda wurde als Parroquia urbana dessen Verwaltungssitz.

## Lage
Die Parroquia Palanda liegt an der Ostflanke der Cordillera Real im Südosten von Ecuador. Der Hauptort liegt auf einer Höhe von 1150 m, 67 km südsüdwestlich der Provinzhauptstadt Zamora am rechten Flussufer des nach Süden fließenden Río Palanda, rechter Quellfluss des Río Mayo (Río Chinchipe). Die Fernstraße E682 von Loja zur peruanischen Grenze führt an Palanda vorbei. 
Das Verwaltungsgebiet wird im Osten von dem nach Süden fließenden Río Numbala, linker Quellfluss des Río Mayo, begrenzt. Im Süden verläuft die Verwaltungsgrenze entlang den Flussläufen von Río Palanuma und Río Palanda. Im Westen verläuft die Verwaltungsgrenze entlang der kontinentalen Wasserscheide. Das Gebiet wird fast vollständig über den Río Palanda entwässert.
Die Parroquia Palanda grenzt im Norden an die Parroquia Valladolid, im Osten an die Parroquias El Porvenir del Carmen und San Francisco del Vergel, im Süden an die Parroquias Zumba und San Andrés (beide im Kanton Chinchipe) sowie im Westen an die Provinz Loja mit den Parroquias Jimbura und Amaluza (beide im Kanton Espíndola).

## Ökologie
Im Westen der Parroquia befindet sich der Nationalpark Yacurí.